# Ribniška koča
Ribniška koča je najvišje ležeča planinska postojanka na Pohorju. Leži na mali planoti pod Malim Črnim vrhom v glavnem pohorskem grebenu na nadmorski višini 1505 m. Koča je stalno odprta. Do koče se lahko poleti dostopa z avtom po lokalni cesti iz Ribnice na Pohorju, označene pa so tudi pešpoti. Poleg koče so smučišča s tremi žičnicami.

## Zgodovina
Na mestu, kjer danes stoji koča, si je v Kraljevini Jugoslaviji počitniško vilo postavil mariborski trgovec Josip Hutter. Med drugo svetovno vojno, 9. oktobra leta 1942, so jo borci Pohorskega bataljona požgali, da je nemška vojska ne bi mogla uporabiti za svoje postojanke. Na pogorišču so 29. novembra 1949 planinci PD Maribor-Matica zgradili postojanko.